# 食慾素-A
食慾素-A（Orexin-A），又稱Hypocretin-1，是食慾素（Orexin）兩種異構體的其中一種，為一種自下視丘釋放，可自然生成，具有高度興奮性的神經肽（neuropeptide）。
在藥理學的給藥上，常以鼻腔噴劑的方式給予食慾激素-A。此藥可影響有關睡眠掠奪方面的腦部代謝，可用於智力缺陷疾病。

## 副作用
至今為止，尚未發現任何使用食慾激素-A的負面副作用，良性副作用則包含睡眠掠奪期可提升認知能力與程度。使用食慾激素-A可提升清醒狀態、警醒程度、注意力以及肌肉持續性。食慾激素-A 對於已充分休息的實驗對象則不產生影響，這種藥物相當新穎並且尚未被充分了解，也未經過人類測試，截至目前被發現最重要的副作用乃對抗嗜睡症。

## 目前研究
目前研究有以恆河猴（Macaca mulatta）為對象，掠奪其睡眠30至36小時之後分為實驗組及控制組，並馬上給予短期記憶測驗，實驗組以靜脈注射或鼻腔噴劑的方式給予食慾激素-A，控制組則給予安慰劑，結果顯示，使用鼻腔噴劑的恆河猴表現比使用靜脈注射的恆河猴好上許多，食慾激素-A不但改變猴子的認知能力，PET掃描下顯示，食慾激素-A也使猴子腦部更為清醒。但控制組並未發現任何變化，這些研究結果皆傾向支持食慾激素-A可有效減緩因睡眠不足所造成的認知限制。

## 相關連結
- 莫达非尼（Modafinil）